# أنتوني سترونج
أنتوني سترونج (بالإنجليزية: Anthony Strong)‏ هو عازف بيانو ومغني وكاتب أغاني بريطاني، ولد في 29 أكتوبر 1984 في كرويدون في المملكة المتحدة.

## وصلات خارجية
- الموقع الرسمي
- أنتوني سترونج على موقع ميوزك برينز (الإنجليزية)
- أنتوني سترونج على موقع ديسكوغز (الإنجليزية)